# ولسوالی دولت‌یار
دولت‌یار یکی از شهرستان های استان غور در افغانستان است. جمعیت آن در سال ۲۰۲۰ (میلادی) ۳۶٬۹۳۴ نفر اعلام شده‌است.
این شهرستان از موقعیت استراتژیک برخوردار بوده و شاهراه مرکزی شرق و غرب افغانستان از آن عبور می‌کند.
بیشتر ساکنان این شهرستان را تاجیک ها تشکیل می‌دهند.
دولت‌یار یکی از شهرستان های امن و گردشگری و فقیر استان غور می‌باشد.

## کوچ اجباری مردم بومی
در سال ۱۴۰۳، والی طالبان در غور در تبانی با وزارت اقوام و قبایل این گروه، دستور تخلیه حدود ۶۰۰ خانوار را در ولسوالی دولت‌یار صادر کرده. براساس دستور طالبان، باشنده‌گان بومی منطقه باید به‌شکل فوری منطقه را ترک کنند. طبق دستور طالبان، هیچ باشنده محل حق انتقال دارایی‌ها، محصولات زراعتی و حتی دروازه و پنجره‌های خانه‌های‌شان را ندارند و باید با دستان خالی منطقه را ترک کنند.